# 鼬瓣花
鼬瓣花（学名：Galeopsis bifida）为唇形科鼬瓣花属下的一个种。